# Liste der kur-braunschweig-lüneburgischen Regimenter

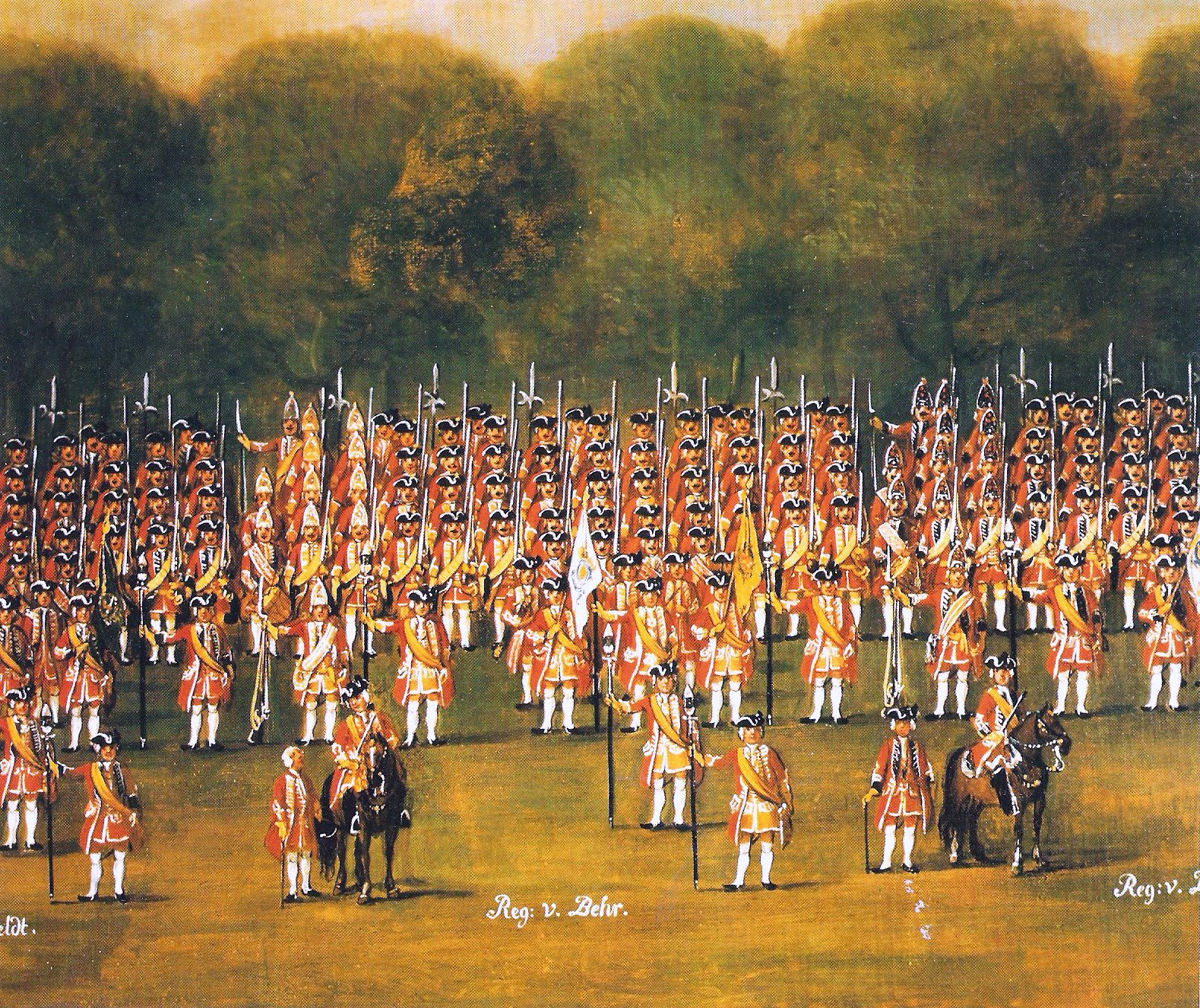
Kurhannoversches Infanterie-Regiment von Behr 1735 (1783: No. 7-A) bei der Revue von Bemerode

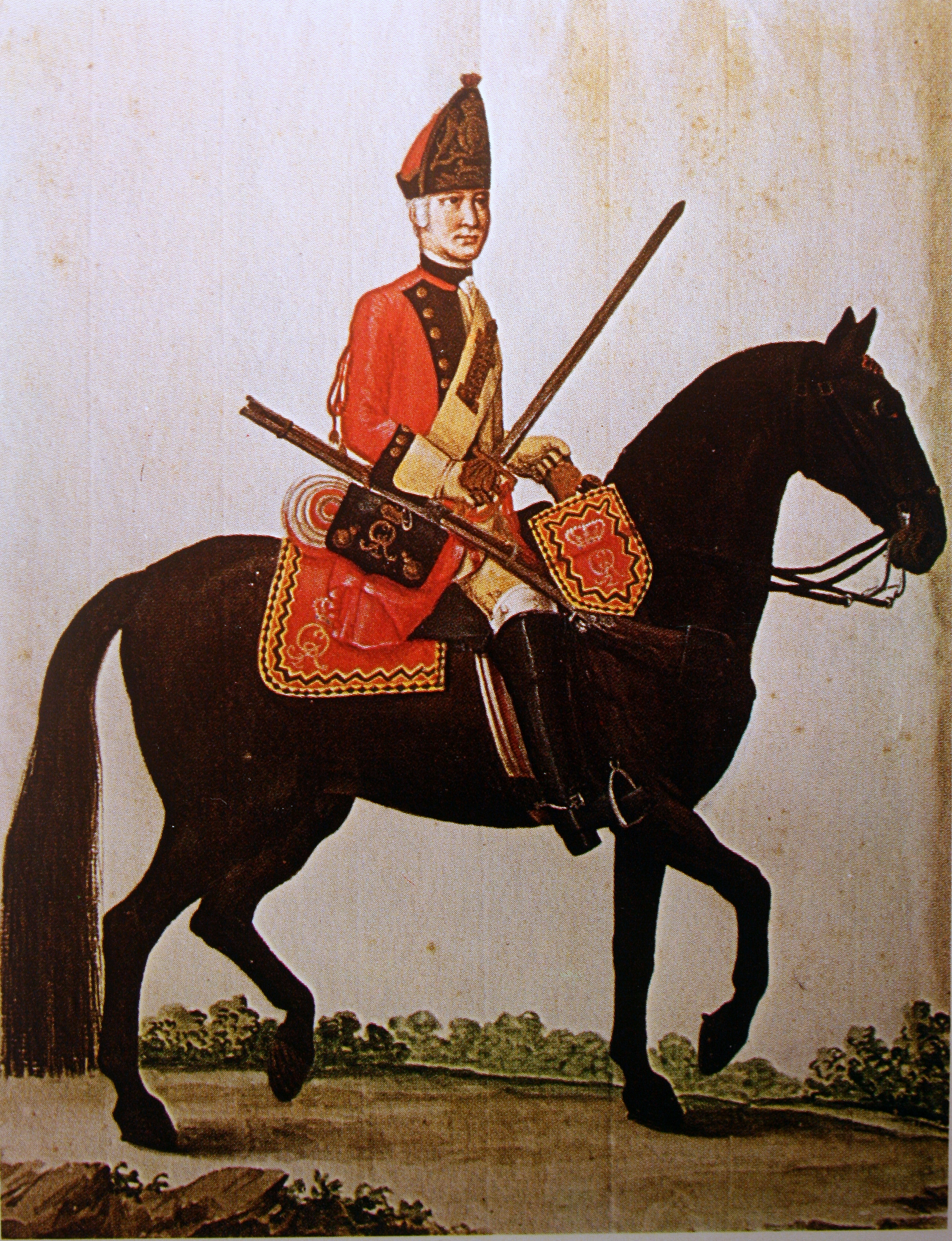
Ein Grenadier à cheval (Garde zu Pferde B) in der Uniform des Siebenjährigen Krieges. Die Grenadiere waren eine Art Dragoner-Garde. Sie hatte Trommler wie bei den aus der Infanterie hervorgegangenen Dragonern üblich. aus: "Gmundener Prachtwerk" ca. 1761

Die Regimenter des Kurfürstentums Braunschweig-Lüneburg bildeten im Ancien Régime eine relativ schlagkräftige Armee, die auch in Personalunion des Kurfürsten mit dem Königtum Großbritannien eigenständig blieb. Die Aufstellung der ersten Regimenter erfolgte meist bereits im 17. Jahrhundert in den einzelnen Teilfürstentümern des Herzogtums Braunschweig-Lüneburg. Das umgangssprachlich auch „kurhannoversch“ genannte Heer wurde 1803 nach der Niederlage im Koalitionskrieg gegen das napoléonische Frankreich aufgelöst. Ein großer Teil der Offiziere, aber auch der Soldaten ging nach Großbritannien, um weiter in der King’s German Legion gegen Napoléon zu kämpfen.

## Erläuterung der Systematik
Eine Stammliste und eine Nummerierung der Infanterieregimenter der kur-braunschweig-lüneburgischen Armee wurde erst 1783 eingeführt. Auch nach Einführung der Nummerierung war der Zusatz des Namens des Regimentsinhabers üblich. Zuvor wurden die Regimenter nur nach dem Regimentschef bezeichnet. Zusätzlich wurde der unten stehenden Liste das Gründungsjahr hinzugefügt. So soll eine Vergleichbarkeit erleichtert werden. Diese Nummerierung folgt konsequent den Aufstellungen von Tessin. Wurden in einem Jahr mehrere Regimenter gegründet, fügte Tessin eine zweite Ziffer hinzu (z. B. "1686/2" = zweites kurhannoversches Regiment, das im Jahre 1686 aufgestellt wurde). Es folgen die Namen der Regimentschefs bzw. der Name (ggf. Name des Kommandeurs).
Bis zum Ende des Siebenjährigen Krieges 1763 hatten die kur-braunschweig-lüneburgischen Infanterie- und Reiter-Regimenter nur ein Bataillon (statt normalerweise zwei) bzw. zwei Schwadronen (statt normalerweise vier). Nach dem Siebenjährigen Kriege wurden mehrere "alte" Regimenter zu einem größeren Regiment zusammengelegt, aber erst nachdem ein "alter" Regimentschef abgetreten war. Weiterhin trugen die Regimenter nur die Namen ihrer Regimentschefs. Eine Nummerierung erfolgt erst einheitlich nach der Stammliste von 1783, berücksichtigte dabei aber nicht das Gründungsdatum. Die Buchstabenzusätze beziehen sich auf die bis 1763 eigenständigen Regimenter. Für die Kavallerie wurde 1783 nicht nach Dragonern oder Kürassieren unterschieden. Die Kavallerieregimenter werden nach der Systematik von Hans Bleckwenn dargestellt. In einem zusätzlichen Abschnitt wird die Nummerierung von 1783 zusammenfassend dargestellt.
Bedeutung der verwendeten Zeichen: "*" = Gründung, "†" = Auflösung, ">" = Verbleib, "=" = Doppelfunktion als stehendes Regiment eines Reichsstandes.

## Regimenter 1756

### Infanterie

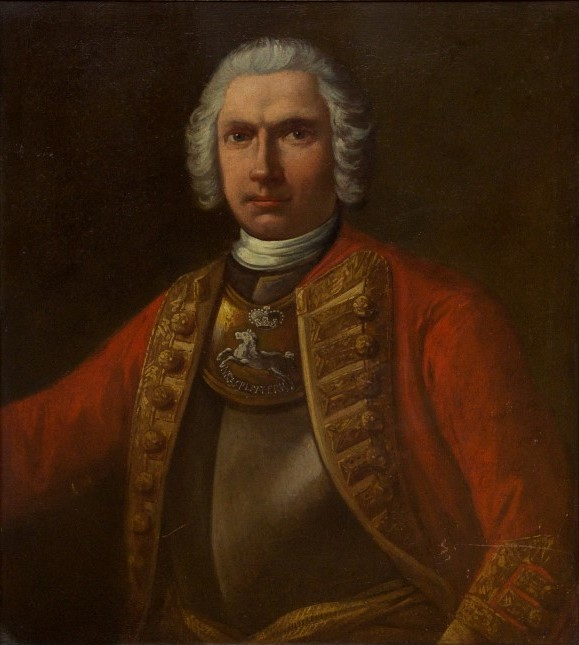
Heinrich Bernhard von Sydow (1749) als Kapitän der Infanterie im Regiment von Spörken

#### Feldregimenter
- Fußgarde (1679/3)

*1648 aus der Schlosswache in Hannover und Calenberg und dem „Leibregiment zu Fuß“ (Fsm. Calenberg (Hannover)), 1662 kam eine Kompanie aus dem Hochstift Osnabrück hinzu – ab 1690 Garde – Kommandeure: 1690 Hermann Philipp von Oer, 1693 Carl Christian von Sommerfeldt, 1712 Cuno Josua von Bülow, 1733 Johann Georg von Ilten, 1749 Georg Friedrich von Sommerfeld, 1760 Friedrich von Spörcken, 1776 Carl von Mecklenburg-Strelitz, 1786 Eduard von Kent und Strathearn, 1789 Adolph Friedrich von Cambridge - †1803.

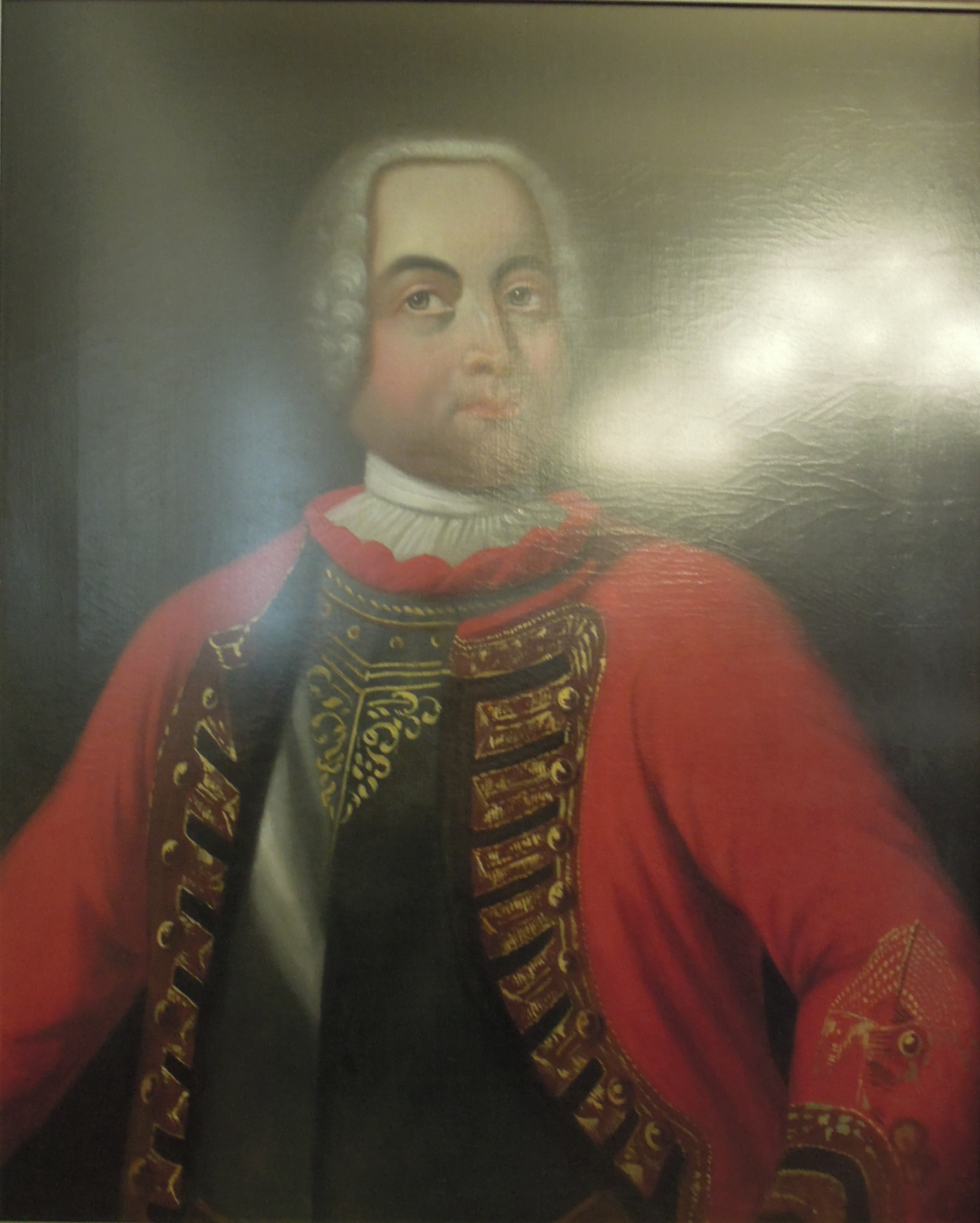
General-Lieutenant Friedrich Wilhelm von Klinckowström (1686–1750), Chef des Infanterieregiments No. 1-A von 1734 bis 1750

- Infanterieregiment No. 1-A (1665/6)

*ca. 1665 als „Leibregiment“ (Fsm. Lüneburg (Celle)) – Thilo Albrecht von Uslar, 1665, Josias von Waldeck, 1670 Rudolf von Ende, 1683 Hillebrandt van Nettelhorst, 1691 du Four-Bibrac, 1692 Jean Mailly de Carles (1705 hannoverisch), 1706 Johann Leopold von Hitzfeld, 1720 Bodo Ludwig von Torney, 1726 Bernhard Christoph von Klinkowström, 1734 Friedrich Wilhelm von Klinckowström, 1750 Johann Julius von Hattorf, 1755 Joachim Christian Ludwig von Staffhorst, 1757 Johann Heinrich von Scheither – 1769 mit No. 1-B zusammengelegt – 1781 Heinrich Ludwig von Stockhausen, 1783 1. Infanterieregiment – 1794 Ludwig Heinrich August von Scheither (1795 „Alt-Scheither“) - †1803.
- Infanterieregiment No. 1-B (1691)

*1691 als „Leibregiment“ (Fsm. Lüneburg (Celle)) – 1691 Philipp von Dalberg, 1693 Barthold Hartwig von Bernstorff, 1709 von Diepenbroick, 1714 Bernhard Ludwig Lucius, 1737 Ludwig von Zastrow („Alt-Zastrow“), 1761 Christian Otten, 1769 mit No. 1-A zusammengelegt.
- Infanterieregiment No. 2-A (1665/8)

*1665 als „Regiment von Rasfeldt“ (Johann von Rasfeld) (Fsm. Lüneburg (Celle)) – 1617 von Winkel, 1638 von Raesfeld, 1671 Joquet, 1675 Malortie, 1684 Anton Simon de Boisdavid, 1693 Jean de Luc, (Teilung) 1707 Georg Ernst von Melville, 1742 Friedrich von Spörcken, 1760 Ernst August von Meding, 1774 mit No. 2-B zusammengelegt, „Prinz Friedrich“ 1783 2. Infanterieregiment, 1792 Carl Gustav von Issendorff, 1802 Alexander Friedrich von Dincklage - †1803.
- Infanterieregiment No. 2-B (1728)

*1717 als „Regiment von Lange“ (Hochstift Osnabrück) – 1717 Joachim Heinrich von Lange, 1722 Idel Jobst von Vincke, 1728 Übernahme durch Kfsm. Braunschweig-Lüneburg – 1740 Christian Ludwig von Krough, 1752 Georg Philipp von Fabrice, 1757 von Scheele, 1774 mit No. 2-A zusammengelegt.
- Infanterieregiment No. 3-A (1665/7)

*1665 als Regiment Flüte (Fsm. Lüneburg (Celle)) – 1617 von Schönberg, 1643 von Flüte, 1665 Molesson, 1676 Jäger, 1677 Carmaillon, 1683 Charles de la Motte, (Teilung) 1702 David de Gauvain, 1727 von Quernheim, 1734 Friedrich August von Bothmer, 1743 Georg Friedrich Freudemann, 1756 Ernst Friedrich von der Knesebeck, 1758 Johann Wilhelm von Reden, 1763 mit No. 3-B zusammengelegt, 1783 3. Infanterieregiment, 1792 von Scheither, 1794 von Steding - †1803.
- Infanterieregiment No. 3-B (1704)

*1704 als „Regiment von Starcke“ (Fsm. Lüneburg (Celle)) – 1704 von Starcke, 1706 Lueur, 1708 von Diepenbroick, 1709 St. Denis l'Escour, 1711 Niemeyer, 1717 von Behr, 1734 Christian Julius Maider, 1746 Gustav von Münchow, 1753 Wilhelm Ludwig von Druchtleben, 1759 Alexander Jakob von der Schulenburg, 1763 mit No. 3-A zusammengelegt.
- Infanterieregiment No. 4-A (1745/3)

* 1741 Daniel von Bourdon, 1745 Leopold von Hohorst (Teilung 1748 in das II. Bataillon No. 13-A (Kfsm. Braunschweig-Lüneburg)) – 1748 Friedrich Johann von Ledebur, 1758 von Bock, 1769 mit No. 4-B zusammengelegt, 1783 4. Infanterieregiment, 1786 von Drachenhausen, 1787 von Hugo, 1788 von Mutio, 1793 von Bothmer - †1803.
- Infanterieregiment No. 4-B (1702/1)

*(1702 aus Infanterieregiment No. 3-A) – 1705 Jaques du Breuille, 1723 Mauw, 1733 Ludwig August von Monroy, 1743 Karl Theodor von Maxuel, 1746 Georg Eberhard von Hugo, 1756 Friedrich Ludwig von Stoltzenberg, 1759 Karl Detlev von Marschalk, 1760 Georg Christian von Craushaar, 1769 mit No. 4-A zu zusammengelegt.
- Infanterieregiment No. 5-A (1665/9)

*1648 als „gelbes Regiment“ (Fsm. Calenberg (Hannover)) – 1675 Carl Alexander Prinz von Modena, 1679 Bernholtz, 1684 Marteaux, 1688 von St. Pol, 1706 von Starcke, 1708 de Lueur, 1719 Louis d'Amproux (de Pontpietin), 1738 Georg Ernst von Middachten, 1751 Otto von Grote, 1759 von Laffert, 1762 August de la Motte, 1772 mit No. 5-B zusammengelegt, 1783 5. Infanterieregiment, 1788 Johann von der Beck, 1793 von Hohorst, 1797 von Hugo, 1800 von Geyso, 1802 Jeremias von Hassell - †1803.
- Infanterieregiment No. 5-B (1724)

*1671 als „Regiment von Friesen“ (Fsm. Lüneburg (Celle)) – 1668 von Friesen, 1673 Andreas von Melville, 1683 von Mellin, 1685 Georg von Linstow, 1691 Detlev von Ranzow, (Regiment wird 1724 geteilt) 1724 Christian von Ranzow, 1739 Otto von Maydell, 1747 von Hodenberg, 1757 Jobst Heinrich von Behr, 1772 mit No. 5-A zusammengelegt.
- Infanterieregiment No. 6-A (1650/1)

*1648 als „rotes Regiment“ (Fsm. Calenberg (Hannover)) – 1662 von Goertz, 1671 Heinrich von Podewils, 1696 Brand Ernst von Weyhe 1703 Brunck, 1706 Stallmeister, 1716 von Leslie, 1721 Johann August von Druchtleben, 1748 Christian Ludwig von Hardenberg, 1776 mit No. 6-B zusammengelegt, 1781 Heinrich Bernhard von Sydow, 1783 6. Infanterieregiment, 1789 von Bessel, 1792 Rudolf von Hammerstein - †1803.
- Infanterieregiment No. 6-B (1671/3)

*1671 als „Regiment von Friesen“ – 1705 Regiment von Ranzow (Fsm. Lüneburg (Celle)) – (Entstanden durch Teilung 1724) 1724 Johann Just Sebo, 1729 Johann von Soubiron, 1754 Karl Friedrich Zandré di Caraffa, 1757 Hans Jürgen von Halberstadt, 1761 Karl Christoph von Linsingen, 1776 mit No. 6-A zusammengelegt.
- Infanterieregiment No. 7-A (1686/2)

*1686 als „neues Prinzen Regiment“ (Fsm. Calenberg (Hannover)) – 1686 Prinz Maximilian Wilhelm von Braunschweig-Lüneburg, 1692 d'Herleville, 1705 von Belling, 1719 von Berward, 1719 von Eimbeck, 1728 Wilken Friedrich von Behr, 1739 Christian von Böselager, 1751 Georg August von Wangenheim, 1764 mit No. 7-B zusammengelegt, 1780 Heinrich Ludwig von Stockhausen, 1781 Georg Wilhelm von dem Bussche, 1783 7. Infanterieregiment, 1795 Johann Wilhelm du Plat – 1803.
- Infanterieregiment No. 7-B (1707)

*1665 als „Regiment von Rasfeldt“ (Fsm. Lüneburg (Celle)) – 1707 Dietrich Wilhelm von Hodenberg, 1711 Christian Wilhelm von Campen, 1746 Franz Christian von Hauß, 1758 Heinrich Wilhelm von Linstow, 1759 Enno Burchard von Plessen, 1764 mit No. 7-A zu zusammengelegt.
- Infanterieregiment No. 8-A (1694/1)

*1692 aus „Regiment La Motte“ (Fsm. Lüneburg (Celle)) und 1694 „Regiment Tozin“ (Fsm. Celle) – 1704 Johann Gottfried Otto von Reck, 1724 Johann Georg von Wrangel, 1742 Werner Friedrich von Spörken, 1743 Gustav Wilhelm von Diepenbroick, 1759 Carl Ludwig von Rhoedern, 1762 Prinz Ernst Gottlob Albrecht von Mecklenburg-Strelitz, 1764 mit No. 8-B zusammengelegt, 1783 8. Infanterieregiment, 1802 Prinz von Schwarzburg-Sondershausen - †1803.
- Infanterieregiment No. 8-B (1686/1)

*1686 – 1670 Wiedemann, 1686 Karl Ludwig Raugraf zu Pfalz, 1688 von Bremer, 1693 Johann Georg von Gohr, 1709 Boldewin, 1717 Ludwig Heinrich von Wurmb, 1740 Otto von Grote, 1741 Johann Heinrich von Block, 1764 mit No. 8-A zusammengelegt, 1764 Ernst Gottlob Albrecht von Mecklenburg-Strelitz
- Infanterieregiment No. 9-A (1759/2)

*1751 als „Herzogin-Bataillon“ in Sachsen-Gotha – 1757 Übernahme durch Großbritannien – 1759 Kfsm. Braunschweig-Lüneburg – „Sachs-Gotha“ Wilhelm Christoph Siegmund von Wurmb, 1773 mit No. 9-B zusammengelegt, 1783 9. Infanterieregiment, 1792 Friedrich Ferdinand von Quernheim, 1793 Christian Ludwig von Wangenheim, 1794 von Düring, 1796 von Hugo - †1798.
- Infanterieregiment No. 9-B (1679/5)

*1665 (Kfsm. Braunschweig-Lüneburg) „Regiment Verkel“ – 1675 von Hülsen, 1678 von Ohr, 1688 von Sommerfeld, 1689 Schotte de Veber, 1691 Philipp Christoph von Königsmarck, 1692 Karl Ludwig von Sayn-Wittgenstein, 1693 Moritz von Löwenhaupt, 1694 von Hülsen, 1705 Johann Siegfried von Coseritz, 1719 von Münchhausen, 1720 Anton Balthasar von Zastrow, 1733 David le Bachelle, 1734 August von Berward, 1738 Friedrich Wilhelm von Diepenbroick, 1742 Ernst August Friedrich von der Borch, 1752 Christian von Zastrow („Jung-Zastrow“), 1773 mit No. 9-A zusammengelegt.
- Infanterieregiment No. 10-A (1679/4)

*1679 als „Röbbing zu Fuß“ errichtet (Kfsm. Braunschweig-Lüneburg), 1680 Röbbing, 1688 von Sommerfeld, 1693 Karl Ludwig von Sayn-Wittgenstein. 1700 von Schlegel, 1703 Balthasar von Klinkowström, 1719 Georg Friedrich von Sommerfeld, 1749 Ernst August von Hammerstein, 1756 Joachim Wilhelm von Post, 1761 Prinz Carl von Mecklenburg, 1763 mit No. 10-B zusammengelegt, 1776 Karl Christoph von Linsing, 1783 10. Infanterieregiment, 1786 von Dincklage, 1788 de Polier, 1791 von Diepenbroick, 1796 Ernst von Saffe, 1801 von der Wense – wird 1802 No. 9 - †1803.
- Infanterieregiment No. 10-B (1758/1)

*1758 als „I. Neues Bataillon“ (Kfsm. Braunschweig-Lüneburg) Karl Detlev von Marschall, 1759 Georg von Monroy, 1763 mit No. 10-A zusammengelegt.
- Infanterieregiment No. 11-A (1702/2)

*1702 als „Regiment Prinz Adolph Freiherr von Mecklenburg-Strelitz“ (Fsm. Lüneburg (Celle)) – 1702 Prinz Adolph Friedrich von Mecklenburg-Strelitz, 1708 Knöbel, 1717 August Friedrich von Rhoeden, 1741 Werner Friedrich von Spörken, 1742 Jakob Georg von Wrangel, 1746 Wilhelm de Cheusses, 1757 Karl Heinrich von Dreves, 1761 Burchard Rudolph von Goldacker, 1768 mit No. 11-B zusammengelegt, 1783 11. Infanterieregiment, 1783 Jakob Johann Graf Traube, 1795 von Diepenbroick – 1802 10. Infanterieregiment - †1803.
- Infanterieregiment No. 11-B (1650/2)

*1648 als „blaues Regiment“ (Fsm. Calenberg (Hannover)) – 1675 Ferdinand Christian von Lippe-Detmold, 1677 Heino Heinrich von Flemming, 1682 du Mont, 1697 Amstenräth 1705 von Tecklenburg, 1718 Erich Philipp von Schwaan, 1738 Ernst August von der Schulenburg, 1743 Christoph Ludwig von Oberg, 1756 Georg Ludwig de la Chevallerie, 1768 mit No. 11-A zusammengelegt.
- Infanterieregiment No. 12-A (1745/2)

*1745 zuvor als I. Bataillon des „Regiments von Bourdon“ (No. 12-B) – 1745 Georg Ludwig von Kielmannsegge – 1763 mit No. 12-A zu No. 12 zusammengelegt, 1763 Ludolph von Estorff, 1776 Andreas Wilhelm von Scharnhort, 1783 Johann Wilhelm von Linsingen, 1783 12. Infanterieregiment, 1795 von Walthausen - †1798
- Infanterieregiment No. 12-B (1741)

*1741 als „Regiment von Bourdon“ (Kfsm. Braunschweig-Lüneburg) – 1741 Daniel von Bourdon, 1745 Georg Eberhard von Hugo, 1745 Heinrich Joachim Brunck, 1759 Ludolph von Estorff, 1763 mit No. 12-A zusammengelegt.
- Infanterieregiment No. 13-A (1748)

*1748 (Kfsm. Braunschweig-Lüneburg) – 1748 Johann Karl Schilden, 1748 Gustav Wilhelm von Diepenbroick (bis 1759 „Füsilier-Bataillon“), 1750 Hans Jürgen von Halberstadt, 1758 Johann Heinrich von Fersen, 1760 Siegfried Ernst von Ahlefeldt, 1763 mit No. 13-B zusammengelegt - †1803.
- Infanterieregiment No. 13-B (1758/2)

*1758 als „II. Neues Bataillon“ (Kfsm. Braunschweig-Lüneburg) – Dietrich Ernst von Wrede, 1763 mit No. 13-A zusammengelegt.

#### Landregimenter und Invalide
- Alte Landmiliz – errichtet 1666/1705 – in neue Landregimenter aufgegangen 1766
- LR 1 – errichtet 1766 als "Hannoversches Landregiment"
- LR 2 – errichtet 1766 als "Cellesches Landregiment"
- LR 3 – errichtet 1766 als "Calenbergsches Landregiment"
- LR 4 – errichtet 1766 als "Lüneburgisches Landregiment"
- LR 5 – errichtet 1766 als "Calenbergsches Landregiment"
- LR 6 – errichtet 1766 als "Grubenhagensches Landregiment"
- LR 7 – errichtet 1766 als "Wendisches Landregiment"
- LR 8 – errichtet 1766 als "Hamelnsches Landregiment"
- LR 9 – errichtet 1766 als "Hoyasches Landregiment"
- LR 10 – errichtet 1766 als "Göttingisches Landregiment"
- LR 11 – errichtet 1766 als "Diepholzsches Landregiment"

- Invalidenkompanie Bentheim

#### Garnisonregimenter
- GB I – errichtet 1756/57 als Garnison-Bataillon I – aufgelöst 1763
- GB II – errichtet 1756/57 als Garnison-Bataillon II – aufgelöst 1763
- GB III – errichtet 1756/57 als Garnison-Bataillon III – aufgelöst 1763
- GB IV – errichtet 1756/57 als Garnison-Bataillon IV – aufgelöst 1763
- No. I – errichtet 1763 als Garnison-Regiment in Hameln (1783 "Hamelnsches Garnison-Regiment")
- No. II – errichtet 1763 als Garnison-Regiment in Nienburg (1783 "Hamelnsches Garnison-Regiment")
- No. III – errichtet 1763 als Garnison-Regiment in Stade (1783 "Ratzeburgisches Garnison-Regiment")
- No. IV – errichtet 1763 als Garnison-Regiment in Harburg (1783 "Harburgsches Garnison-Regiment")

### Kavallerie
Kavallerieregimenter bestanden aus der Garde, Reutern (Kürassieren) und Dragonern.

#### Garde
- Garde zu Pferde A von 1705

*1705 errichtet als "Leibgarde zu Pferd", auch "Garde du Corps" (Kfsm. Braunschweig-Lüneburg) - †1803.
- Garde zu Pferde B von 1742

*1742 errichtet als "Grenadier à cheval" (Kfsm. Braunschweig-Lüneburg) - †1763 > Garde zu Pferde A von 1705.

#### Reuter bzw. Kürassiere

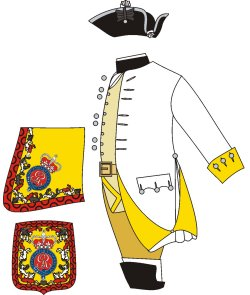
Reuterregiment R 1-A; Uniformschema 1756; Kronoskaf

- Reuterregiment R 1-A (1683/2) – "Leib-Regiment Reuter"

*1682 errichtet als "Regiment Prinz Georg Ludwig" (Fsm. Calenberg (Hannover)) – 1682 Johann Karl von Montigny – 1686 Georg Friedrich von Breidenbach – 1688 von Mersebusch – 1693 Ernst Boguslav von Podewils – 1703 Friedrich Hermann von Bennigsen – 1704 von Pentz – 1705 Georg Heinrich von Breidenbach – 1728 von Löwen – 1729 Georg von Launay – 1746 Martin Friedrich von Heimburg – 1751 Heinrich Adolf Jakob von Diemar – 1756 Maximilian Johann Christian von Breidenbach – 1756 Siegfried von Pentz – 1758 Franz Ludwig von Spörken – 1761 Wilhelm von Jonquières > †1803
- Reuterregiment R 1-B (1745/1) – "Reuter-Regiment"

*1745 errichtet als "Reuter-Regiment von Platen-Hallermund" (Kfsm. Braunschweig-Lüneburg), Georg Ludwig von Platen-Hallermund – 1753 Johann Friedrich von Zepelin – 1757 Gerlach Friedrich von Sckölln – 1758 Otto Wilhelm Heise – 1761 Emmerich Otto August von Estorff > 1766 zusammengelegt mit R 1-A
- Reuterregiment R 2-A (1672/2) – "Reuter-Regiment"

*1665 errichtet als "Regiment von Villier" (Fsm. Lüneburg (Celle)) – 1671 Feige – 1674 Beauregard – 1690 Brenneke – 1694 Wilhelm de la Croix de Fréchapelle – 1711 von Schlüter – 1731 von Drewes – 1732 Rathmann – 1734 Johann Carl von Montigny – 1754 Carl Gustav von Dachenhausen – 1758 Christian Friedrich von Bremer (Alt-Bremer) – 1782 Hans Günther Karl von Hammerstein (1783 "2. Kavallerieregiment") – Dez. 1793 Prinz Ernst August – 1798 von Bülow > †1803
- Reuterregiment R 2-B (1665/4) – "Reuter-Regiment"

*1648 errichtet als "Regiment von Rauchhaupt" (Fsm. Calenberg (Hannover)), Hans Christoph von Rauhaupt – 1680 Georg Friedrich von Oesener – 1693 Göden – 1701 Georg Heinrich von Breidenbach – 1705 von Pentz – 1722 Ernst August von dem Bussche – 1733 Christian Ludwig von Hammerstein – 1760 Balthasar von Jüngermann – 1761 August Heinrich von Sprengel (Alt-Sprengel) > 1776 zusammengelegt mit R 2-A
- Reuterregiment R 3-A (1688/1) – "Reuter-Regiment"

*1662 errichtet als "Leibregiment zu Roß" (Fbm. Osnabrück) – 1675 Jobst Moritz von Offen – 1688 Georg Friedrich von Breidenbach – 1691 von Ohr – 1693 Graf von Royelle – 1704 Alexander von der Schulenburg – 1729 Johann Walter – 1736 von Malortie – 1740 Friedrich Franz von Wrede – 1754 Johann Friedrich Röscher – 1757 Ernst Philipp von Grothaus – 1761 Alexander von Bremer (Jung-Bremer) – 1783 "3. Kavallerieregiment" – Dez.1793 H. C. von Hammerstein – 1795 Carl August von Maydell – 1802 von Pflueg > †1803
- Reuterregiment R 3-B (1670/1) – "Reuter-Regiment"

*1657 errichtet als "Regiment Graf von Nassau-Saarbrück" (Fsm. Lüneburg (Celle)) – 1666 Haxthausen – 1668 Joquet – 1670 Jeremias Chauvet – 1691 Wissel – 1693 Anton Simon Marquis von Boisdavid – 1705 Amaury de Farcy de Saint-Laurent – 1729 von Horn – 1732 Friedrich von Weddig – 1738 Heinrich Julius von Wintzer – 1742 Matthias von Bülow – 1744 Jakob d'Acerre – 1745 Hans Christoph von Hardenberg – 1747 Ernst Ludwig von Breidenbach – 1754 Friedrich Otto von Block – 1753 Joachim Conrad von Schlütter – 1758 Ernst Wilhelm von Hodenberg > 1763 (Ronnenberg) bzw. 1775 (Niemeyer) zusammengelegt mit R 3-A
- Reuterregiment R 4-A (1679/1) – "Reuter-Regiment"

*1675 errichtet als "Regiment von Gordon" (Fsm. Calenberg (Hannover)) – 1685 Georg Ludwig von Breidenbach – 1686 Voigt – 1715 Johann Christian von Schulzen – 1750 Johann Wilhelm von Bruchhausen – 1751 Johann Arnold Bothe – 1757 Ernst Friedrich von Reden – 1759 Georg von Walthausen – 1761 Johann Friedrich von Behr (Alt-Behr) – 1776 August Heinrich von Sprengel (1783 "4. Kavallerieregiment") – 1786 von Scheither – 1788 Johann Friedrich von dem Busche – 1795 Georg Philipp Wilhelm von Wangenheim – 1799 von Schulte > †1803
- Reuterregiment R 4-B (1701/1) – "Reuter-Regiment"

*1705 errichtet als "Regiment Graf von Pentz" (Fsm. Calenberg (Hannover)) – 1704 von Reden – 1710 von Grote – 1713 Georg Werner von Hasberg – 1738 Nikolaus von Bremer – 1744 Heinrich David von Schnehen – 1744 Heinrich Ludwig von Dachenhausen – 1746 Gustav von Behr – 1748 Friedrich Moritz von Pöllnitz – 1756 Wilhelm August von Gilten – 1758 Georg Carl von Breidenbach – 1759 Adrian Dietrich von Veltheim – 1761 Carl August von Veltheim > 1765 zusammengelegt mit R 4-A

#### Dragoner

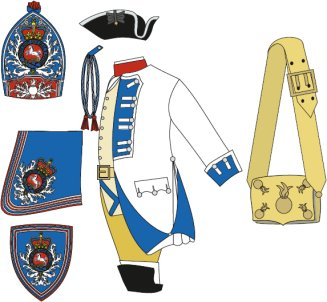
Dragonerregiment D II; Uniformschema 1759; Kronoskaf

- Dragonerregiment D I (1671/1) < von Kurköln

*1671 als "Dragoner-Regiment" errichtet als "Dragoner-Regiment von Franke" (Fsm. Celle) – 1691 Nicolas François de Villers – 1708 Johann Dietrich von Hahn – 1716 Franz Karl von Wendt – 1748 Gustav Friedrich von Behr – 1752 Johann Christoph von Dachenhausen – 1758 Carl Gustav von Dachenhausen – 1759 Georg Carl von Breidenbach – 1761 Adrian Dietrich von Veltheim  – 1765 Carl August von Veltheim – 1781 Georg Wilhelm von Ramdohr (1783 "5. Kavallerieregiment, Ramdohr-Dragoner") – 1797 Georg Friedrich von Bremer > †1803
- Dragonerregiment D II (1689/2) – "Dragoner-Regiment"

*1689 errichtet als "Dragoner-Regiment Horn" (Fsm. Lüneburg (Celle)) – 1705 Reichsgraf Friedrich Johann von Bothmer – 1729 Lothar Franz Löw von Steinfurth – 1735 Ludwig Christian von Harling – 1738 Friedrich von Weddig – 1740 Otto Heinrich von Aldeleben – 1751 Martin Friedrich von Heimburg – 1757 Maximilian Johann Christian von Breidenbach – 1759 Ernst Friedrich von Reden – 1761 Georg von Walthausen (1783 "6. Kavallerieregiment") – 1776 Otto Ernst von dem Bussche – 1787 C. F. Schmiedchen – 1793 Johann Levin von Dachenhausen – 1803 von Hattorf > †1803
- Dragonerregiment D III (1688/4) – "Dragoner-Regiment"

*1688 errichtet als "Dragoner-Regiment von Bülow" (Fsm. Calenberg (Hannover)) – 1688 Freiherr Cuno Josua von Bülow – 1733 Ernst August von dem Bussche – 1761 Johann Vincent von Müller – 1781 Caspar Friedrichs (1783 "7. Kavallerieregiment") – 1793 Graf Georg Ludwig von Oeynhausen > †1803
- Dragonerregiment D IV (1701/2) – "Dragoner-Regiment"

*1701 errichtet als "Dragoner-Regiment von der Schulenburg" (Kfsm. Braunschweig-Lüneburg) – Alexander von der Schulenburg – 1704 von dem Busche – 1704 Bennigsen – 1707 von Eltz – 1710 von Schlüter – 1711 Moritz Chalon genannt von Gehlen – 1715 Jacques du Pontpietin – 1757 Johann Friedrich Bock von Wülfingen – 1766 Emmerich Otto August von Estorff (1783 "8. Kavallerieregiment") – 1796 Jacob Conrad Niemeyer > †1803

#### Leichte Dragoner
- Dragonerregiment D V von 1764/1 – "Leichtes Dragoner-Regiment"

* 1763 errichtet als "1. leichtes Dragoner Regiment Ihrer Majestät der Königin" (Kfsm. Braunschweig-Lüneburg) – 1763 Wilhelm von Freytag – 1798 v. Hattorf – 1803 Carl von Linsingen > †1803
- Dragonerregiment D VI von 1764/2 – "Leichtes Dragoner-Regiment"

* 1763 errichtet als "2. leichtes Dragoner Regiment" (Kfsm. Braunschweig-Lüneburg) – 1764 Wilhelm von Freytag ("Regiment Kronprinz"; 1766 "Prinz Wallis") – 1781 Johann Friedrich von Minnigerode ("10. Kavallerieregiment, Prinz Wallis leichte Dragoner") – 1794 Bernhard von Linsingen > †1803

### Technische Truppen
- Artillerie – in Garnisonen, im Feld und als Regimentsartillerie
- Ingenieure
- Pontoniere

### Leichte Truppen
- Luckner'sches Husaren-Corps – von Luckner errichtet 1757 (Kfsm. Braunschweig-Lüneburg)
- Stockhausen-Corps – errichtet 1759 (Kfsm. Braunschweig-Lüneburg)
- Freytag’sches Corps – errichtet 1757 (Kfsm. Braunschweig-Lüneburg)
- Scheither-Corps – errichtet 1758 (Kfsm. Braunschweig-Lüneburg)
- Légion Britannique – errichtet 1760 (Kfsm. Braunschweig-Lüneburg)

## Stammliste von 1783

### Infanterie
- 1. Infanterieregiment – aus No. 1 A/B, 1769 zusammengelegt als "Regiment von Scheither" > †1803
- 2. Infanterieregiment – aus No. 2 A/B, 1774 zusammengelegt als "Regiment Prinz Friedrich" > †1803
- 3. Infanterieregiment – aus No. 3 A/B, 1763 zusammengelegt als "Regiment von Reden" > †1803
- 4. Infanterieregiment – aus No. 4 A/B, 1769 zusammengelegt als "Regiment von Bock" > †1803
- 5. Infanterieregiment – aus No. 5 A/B, 1772 zusammengelegt als "Regiment de la Motte" > †1803
- 6. Infanterieregiment – aus No. 6 A/B, 1776 zusammengelegt als "Regiment von Hardenberg" > †1803
- 7. Infanterieregiment – aus No. 7 A/B, 1764 zusammengelegt als "Regiment von Wangenheim" > †1803
- 8. Infanterieregiment – aus No. 8 A/B, 1764 zusammengelegt als "Regiment Prinz Ernst von Mecklenburg" > †1803
- 9. Infanterieregiment – aus No. 9 A/B, 1773 zusammengelegt als "Regiment von Wurmb" > †1803
- 10. Infanterieregiment – aus No. 10 A/B, 1763 zusammengelegt als "Regiment Prinz Carl von Mecklenburg" > †1803
- 11. Infanterieregiment – aus No. 11 A/B, 1768 zusammengelegt als "Regiment von Goldacker" > †1803
- 12. Infanterieregiment – aus No. 12 A/B, 1776 zusammengelegt als "Regiment von Scharnhorst" > †1803
- 13. Infanterieregiment – aus No. 13 A/B, 1783 zusammengelegt als "Regiment von Ahlefeld" > †1803

### Kavallerie
- Leibgarde zu Pferde – bereits 1763 zur Garde (aus A/B) zusammengelegt als "Regiment Leibgarde" > †1803
- Cavallerieregiment Nr. 1 Reuter – bereits 1766 zusammengelegt zum Reuterregiment R 1 (aus A/B) als "Regiment von Jonquières" > †1803
- Cavallerieregiment Nr. 2 Reuter – bereits 1776 zusammengelegt zum Reuterregiment R 2 (aus A/B) als "Regiment von Bremer" > †1803
- Cavallerieregiment Nr. 3 Reuter – bereits 1775 zusammengelegt zum Reuterregiment R 3 (aus A/B) als "Regiment von Bremer jun." > †1803
- Cavallerieregiment Nr. 4 Reuter – bereits 1765 zusammengelegt zum Reuterregiment R 4 (aus A/B) als "Regiment von Behr." > †1803
- Cavallerieregiment Nr. 5 Dragoner – zuvor D I > †1803
- Cavallerieregiment Nr. 6 Dragoner – zuvor D II > †1803
- Cavallerieregiment Nr. 7 Dragoner – zuvor D III > †1803
- Cavallerieregiment Nr. 8 Dragoner – zuvor D IV > †1803